# Бизгинды
Бизгинды (баш. Биҙгенде) — река в России, протекает по Башкортостану. Устье реки находится в 49 км по левому берегу реки Малый Кизил. Длина реки составляет 24 км.
В правобережье реки Бизгинды находится хребет Кутантау.

## Данные водного реестра
По данным государственного водного реестра России относится к Уральскому бассейновому округу, водохозяйственный участок реки — Урал от Верхнеуральского гидроузла до Магнитогорского гидроузла. Речной бассейн реки — Урал (российская часть бассейна).
Код объекта в государственном водном реестре — 12010000212112200001701.